# Matthew Talbot
Matthew Talbot (Contea di Bedford, 3 marzo 1767 – Washington, 17 settembre 1827) è stato un politico statunitense.

## Biografia
Nacque nel 1767 in Virginia, trasferendosi in Georgia dopo la rivoluzione americana e raggiungendo il grado di capitano nella milizia locale. Entrato in politica, venne eletto più volte al Senato statale, divenendone anche presidente nel 1818.
Proprio durante il suo mandato, il 24 ottobre 1819 morì improvvisamente il governatore William Rabun, e Talbot, come presidente del Senato, gli successe. Il suo fu un mandato brevissimo, poiché le elezioni si tennero nel novembre successivo e dopo nemmeno due settimane lasciò l'incarico al neoeletto John Clark.
Rimase presidente del Senato georgiano fino al 1823, e morì quattro anni più tardi. Alla sua morte gli vennero dedicate la contea di Talbot e la sua capitale Talbotton.